# Энгельке, Карл Фёдорович
Карл Фёдорович Энгельке (1787 — не ранее 1852) — действительный статский советник, тобольский гражданский губернатор.

## Биография
Родился в 1787 году в семье лютеранского пастора. В 1802 году окончил гимназию Московского университета, начал службу подканцеляристом в департаменте уделов. В 1803 году «за отличное усердие к службе» произведён в коллежские регистраторы и определён в Саратовскую контору опекунства иностранных поселенцев, где служил сначала в должности штатного переводчика, потом секретаря и, наконец, члена конторы. Проявил себя при борьбе с эпидемиями в Саратове. В 1817 году сдал экзамены в Казанском университете.
Во период пребывания в Саратове был членом местной масонской ложи, которую возглавлял И. А. Фесслер.
С 1838 по 1842 годы находился в отставке.
22 января 1843 года назначен начальником второго отделения департамента хозяйственных дел Главного управления путей сообщения и публичных зданий. В 1844 году — советник Главного управления Западной Сибири от Министерства финансов, статский советник. С 4 апреля 1845 года состоял «в должности» тобольского гражданского губернатора и вице-президента Тобольского попечительного о тюрьмах комитета. С 23 марта 1847 года — действительный статский советник, утверждён в должности губернатора. В 1848 году открыл попечительства о тюрьмах в Тюмени и Берёзове. Занимая губернаторскую должность, по долгу службы общался со многими сосланными в Сибирь декабристами; 3 апреля 1849 года награждён орденом Св. Станислава 1-й степени.
С 5 ноября 1851 года фактически не управлял губернией; 4 марта 1852 года уволен от службы «по расстроенному здоровью».